# Operazione Lehrgang
Operazione Lehrgang (in tedesco: Unternehmen Lehrgang) è il nome in codice con cui fu definita l'evacuazione della Sicilia da parte delle truppe dell'Asse dal 10 al 17 agosto 1943.
Le unità italo-tedesche rimaste sull'isola al comando del generale Hans-Valentin Hube dopo lo sbarco anglo-americano (sbarco in Sicilia) furono trasbordate in Calabria attraversando lo stretto di Messina. L'operazione fu compiuta da naviglio sia italiano che tedesco al comando del capitano di vascello Gustav Freiherr von Liebenstein, già decorato di croce di cavaliere. Nel corso di quelle giornate furono trasferiti dalla Sicilia alla Calabria 101 569 soldati (39 569 tedeschi, di cui 4 444 feriti, e 62 000 italiani), 9 832 veicoli a motore, 47 carri armati, 135 pezzi d'artiglieria, 2 000 tonnellate di munizioni e carburanti, e 15 000 tonnellate di altro materiale bellico, prevalentemente tedesco. Dato l'efficiente sbarramento d'artiglieria contraerei, le perdite italo-tedesche furono limitate a poche unità di naviglio minore.